# 恐竜世紀ダイナクロア
『恐竜世紀ダイナクロア』（きょうりゅうせいき-）は、宇野比呂士により『コミックボンボン』にて連載されていた漫画作品、単行本全4巻。連載前に、同じ作者による、内容の異なる読みきり漫画が連載されていた。

## あらすじ
200年後の未来にタイムスリップした少年、ユウ。そこでは、絶滅したはずの恐竜が闊歩していた。元の世界に戻るための手がかりがあるという「光の街」を目指し、ユウは少女ヒミカと共に旅立つ。

## 登場人物
ユウ
現代の世界で生きていたが、突如起こった時震により200年後の地球に飛ばされた少年。
かねてより古代生物が好きな少年で、性格は明朗快活、困っているものは人でも動物でも見捨てて置けない。
スケボーが得意。
ヒミカ
ユウと始めてあった200年後の少女。東京タワーの残骸が見下ろす村の出身。
性格は普段は穏やかだが、戦闘となると勇猛さを発揮し、自分より巨大なティラノサウルスにも真っ向から挑むほど。
弓や短剣を使うのが得意。
フェイ
ユウとヒミカがシャンハオの町で出会った少年。
現金で合理主義的な性格をしているが、時には熱血漢的な側面も見せる。関西弁でしゃべる。
かつてシャンハオによって滅ぼされたチュラサンと呼ばれた国の王子であり、父から受け継いだ鳳凰の剣を自在に操る。

## 登場した古代生物
ヴェロキラプトル
ユウが初めて遭遇した恐竜。
ユウを助けようとしたヒミカに麻酔矢を打ち込まれるも効果が無かった。二人に襲い掛かるが、ティラノサウルスに食い殺された。
ティラノサウルス
ヒミカの村の周辺を縄張りとする大型の肉食恐竜。
本作に登場した種は頭の良いキングと呼ばれる個体をリーダーとした群れを形成していた（群れには他にもジャックやクイーンと呼ばれる個体も存在する）。
特にキングはユウ達を一度取り逃がして以来、自分のプライドを傷付けたライバルとして付け狙い、世界を渡って幾度と無くユウ達に襲い掛かるが、その体はとっくに限界を超えており、最後は仁王立ちしたまま絶命した。
ブラキオサウルス
ユウ達がトリケラトプスを探す過程で遭遇した大型の植物食恐竜。
ユウは踏み潰されかけたが、ブラキオ自体はユウ達人間を特に意識していなかった。
トリケラトプス
その角の破片に薬効があるとされ、病気になった村の少年を救うために探すことになった植物食恐竜。
崩れた観覧車の周りに群れを作っており、その中でも二倍近い体躯を持つ角の青い個体が竜神と呼ばれて崇められていた。
竜神は当初は群れに入り込んだユウ達に敵意を示し、角を巡ってユウと決闘の果てに角の欠片は奪われたが、その戦いの中で群れの子供を助けて貰った恩があり、後にヒミカの村を襲ったティラノの群れに対し、ユウを守るためべく果敢に戦いを挑んだ。
ケツァルコアトルス
ある渓谷に生息する大型翼竜。空のティラノサウルスとも呼ばれている。
渓谷周辺に住む人間から天竜と畏怖され、定期的に生贄を捧げられていた。
生贄にされかけた少女を救おうとしたユウ達に撃退され、その中でユウに命を救われたカイザーと呼ばれる大型のリーダー格の個体は、後にユウを助ける事になる。
本作では早贄をする習性があるとされている。
イクチオサウルス
海を渡ろうとしたユウ達の前の現れた小型魚竜。
敵意は無く、むしろイルカのように高知能で人懐っこい生物と本作では描写されている。
エラスモサウルス
海を渡ろうとしたユウ達の前の現れた大型首長竜。
しかし、突如襲い掛かって来たティロサウルスに倒された。
ティロサウルス
大型海生爬虫類の一種。
劇中に登場したのはその中でも海の牙の異名で恐れられる特に巨大な個体で、海を渡る船を次々と襲うため、周辺の漁村や港は大迷惑を被っていた。
かつて海の牙に仲間を殺された漁船の船長の助けを借りたユウ達との激しい戦いの果てに頭を吹き飛ばされ倒された。
ステゴサウルス
海を渡ったユウ達がシャンハオで最初に出会った植物食恐竜。
大人しい恐竜とされるが、闘竜と呼ばれる競技のため特殊な仮面によって凶暴化させられていた。
無理矢理に試合に出されたユウとフェイと戦うが、仮面から解放された後はヒミカに率いられユウを助けた。
スーパーサウルス
シャンハオの幼帝が闘竜用に飼っていた超巨大恐竜。
ステゴ同様に特殊な仮面で凶暴化させられていたが、突如乱入したティラノサウルスのキングによって実力を発揮しないままあっけなく殺された。
マンモス
ユウ達が雪原で出くわした大型哺乳類。
基本的には大人しい性質だが、一度怒らせると手に負えない。
正確には恐竜とは別時代の生物である。
スミロドン
マンモスと同時代に生きていた肉食哺乳類。
本作に出てきた個体はユウが子供を守ってくれた恩義から、ユウ達には敵意を持たずに一時的に行動を共にする事になる。
アンキロサウルス
砂漠で行商人（キャラバン）にラクダ代わりとして使われている小型植物食恐竜。
コリトサウルス
アンキロサウルスと同じく砂漠で行商人（キャラバン）にラクダ代わりとして使われている小型植物食恐竜。
その中の一匹がユウ達に買われ、それ以後彼等が村に帰還するまで行動を共にした。
トロオドン
砂漠に埋もれた遺跡を根城とする小型の肉食恐竜。
ずばぬけて高い知能を持ち、白い悪魔と呼ばれるアルビノ個体がリーダーとして群れを統率する。
勢子による追い込み作戦や火と煙を使った炙り出し作戦を行うなど、当時の恐竜としては極めて高度な種として描かれている。
ディノサウロイド
ユウ達の最終目的地となる光の街を支配していた恐竜が進化した異人類。
人間に対して特に興味は持っていないが、街への侵入者は容赦なく排除する。
ある程度は200年前の機械技術にも精通しているようでもある。

## 書籍情報
1. 2006年6月発売[1] ISBN 4063320510
2. 2006年12月発売[2] ISBN 4063320634
3. 2007年5月発売[3] ISBN 978-4-06-332080-0
4. 2007年9月発売[4] ISBN 978-4-06-332094-7